# 比企丘陵
比企丘陵（ひききゅうりょう）は、広義には関東地方のほぼ中央部の埼玉県に位置する丘陵地帯。秩父山地に沿って関東平野の東縁に広がる丘陵の一つである。都幾川低地を境に比企北丘陵（北比企丘陵）と比企南丘陵（南比企丘陵、岩殿丘陵）に大別され、単に比企丘陵というときは前者を指すこともある。

## 比企北丘陵

### 地理

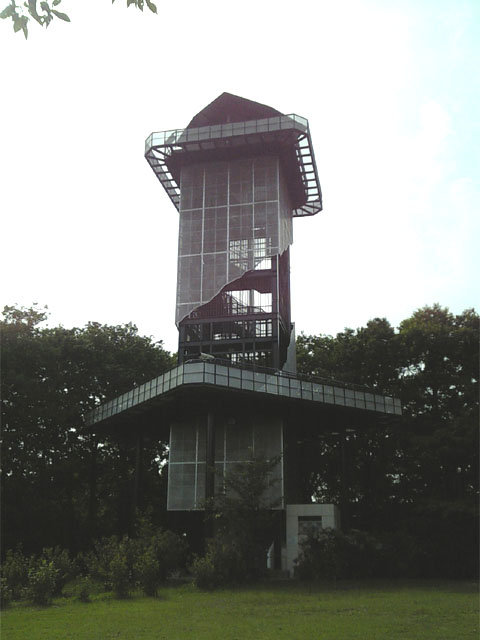
二ノ宮山展望台

埼玉県寄居町、滑川町、小川町、嵐山町にまたがる丘陵である。
比企地方の北側を東西に延びており、おおむね市ノ川の北側一帯の丘陵地帯を指す。西は嵐山町の関越自動車道嵐山パーキングエリア付近、東は東松山市の埼玉県道66号行田東松山線に囲まれた範囲と細長い。西側は東松山台地を挟んで外秩父山地から東方に半島状に突き出しており、東側は吉見丘陵に連なっている。また丘陵の北側は江南台地、南側は東松山台地となっている。標高はおおむね100m前後で二ノ宮山（標高132m）を最高地点に、大立山（標高113m）、高根山（標高105m）などの山が存在する。
丘陵内では国営武蔵丘陵森林公園を中心にゴルフ場などのレジャー施設や、花見台工業団地などが点在している。

### 観光
- 国営武蔵丘陵森林公園
- 二ノ宮山展望台

## 比企南丘陵
埼玉県越生町、玉川村、鳩山村、東松山市にまたがる丘陵である。鳩山町周辺などでは岩殿丘陵と呼ばれ、物見山丘陵の別名もある。物見山（標高135m）があり「比企丘陵の最高峰」と紹介されることもある。